# Všívání
Všívání (mezinárodní označení: Tufting) je způsob vnášení vlasového povrchu na podkladovou textilii. 

## Z historie
Technologie má svůj původ v jižních státech USA, kde se při ruční výrobě svíček odstřihovaly dolní konce knotů a s těmi se zdobily přikrývky. První patent na strojní všívání na principu používaném ještě v 21. století obdržel Američan Cobble v roce 1943. Průmyslová výroba se začala zavádět v padesátých letech minulého století a v současné době se tímto způsobem vyrábí naprostá většina podlahových krytin a značná část přikrývek.  Celosvětový výnos z prodeje všívaných koberců má dosáhnout v roce 2020 (s ohledem na negativní účinky vírové krize) cca 28,4 miliard USD.

## Výroba všívaných textilií

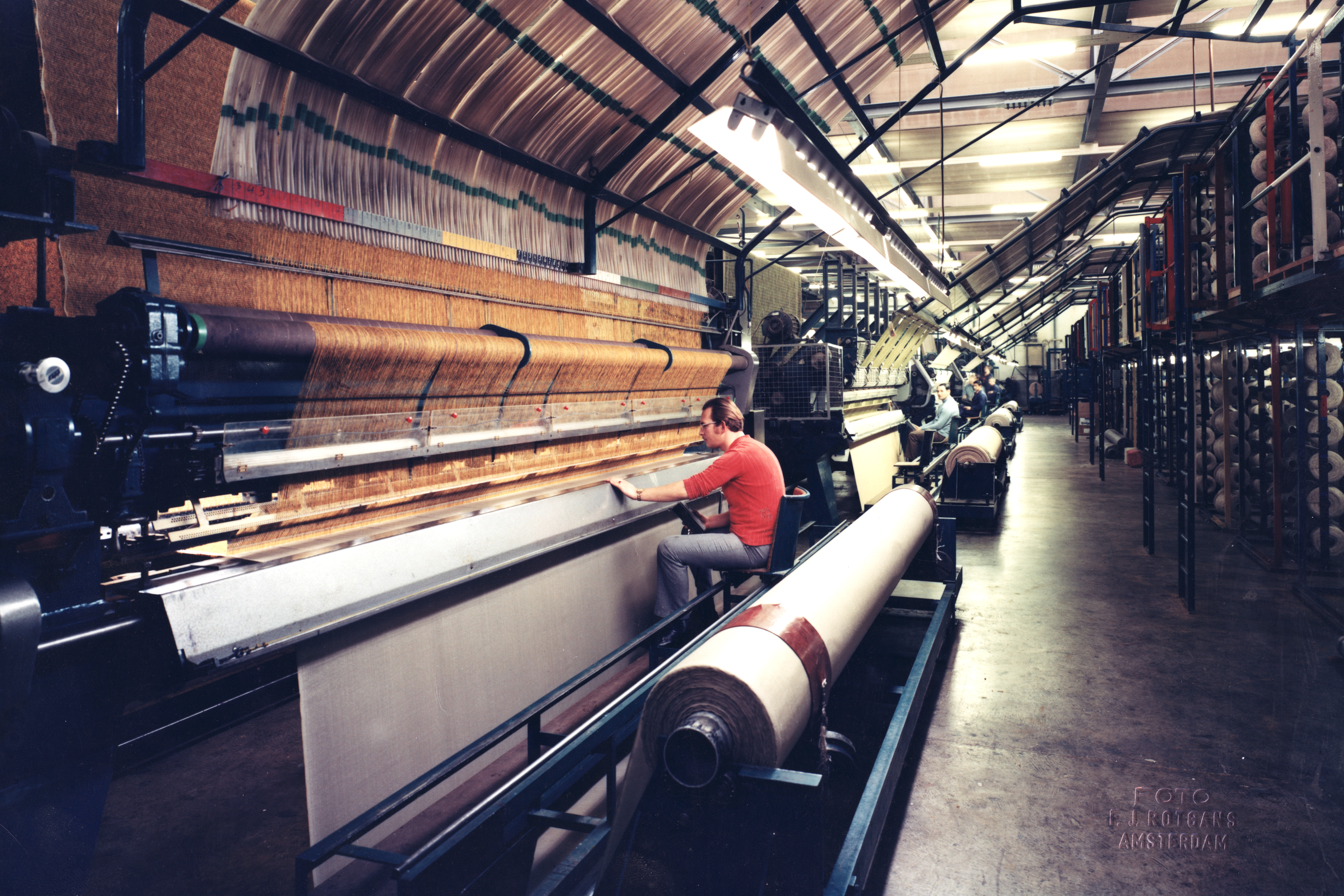
Všívací stroje (Německo v roce 1977)

### Materiál
- Podkladová textilie: tkanina nebo netkaná textilie (spun bond)
  - na podlahové krytiny – z juty nebo polypropylenu
  - na přikrývky – z polyesteru nebo viskózy
- Vlasové příze:
  - na podlahové krytiny
    - skané poločesané příze z polypropylenu, polyamidu, vlny v jenostech 30-500 tex
    -  kablované filamenty tzv. BCF příze v jemnostech 40-1100 tex

  - na přikrývky – polyakrylonitril[4][1]

### Funkce všívacího stroje

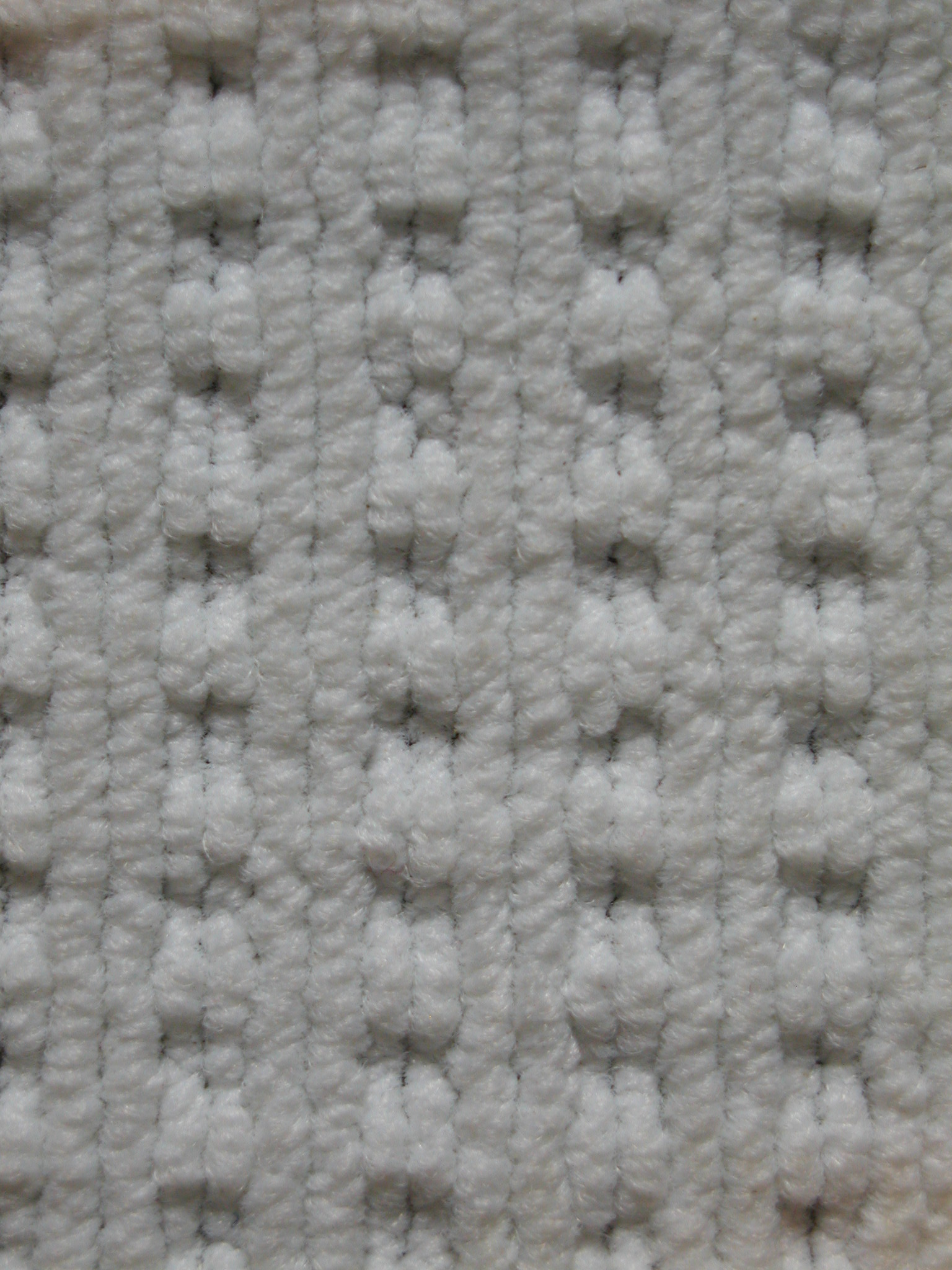
Tufting s variacemi výšky vlasu

Pod řadou jehel upevněných na pohyblivé liště probíhá podkladová textilie, do které po celé pracovní šířce stroje naráz jehly shora vnáší vlasové niti. Pod každou jehlou je umístěn mechanizmus (až ze 16 elementů) k tvorbě a příp. stříhání smyčky.  
Všívací stroje jsou konstruovány ve třech alternativách zpracování vlasových nití: 
- Smyčkové stroje tvoří uzavřené smyčky v jednotné nebo proměnlivé výšce. Vlasová nit je pod tkaninou vedena speciální svorkou.
- Na strojích k výrobě koberců s otevřeným vlasem rozřezává speciální nůž každou smyčku (odváděnou svorkou po jejím vytvoření).
- Na strojích pro kombinaci smyček a otevřeného vlasu jsou jehly upevněny na dvou lištách, které vedou niti ke dvěma druhům svorek (střih/smyčka) nebo jednotlivé svorky jsou pneumaticky řízeny.[4]

Tento postup se může opakovat 500–1000 za minutu, například s 500 vpichy se může vyrobit za minutu 9 m² podlahové krytiny (nejrychlejší tkací stroj může dosáhnout u srovnatelných výrobků asi třetinu tohoto výkonu). Stroje mohou vyrábět až 5 metrů široké zboží, při nejjemnějším dělení jehel s 8 smyčkami na centimetr.
 

### Vzorování
- Mechanicky nebo hydraulicky řízeným posuvem jehelného pole nebo podkladové tkaniny kombinovaným s různými barvami příze
- Změnou výšky vlasu na základě rozdílného napětí přiváděné niti:
  - pomocí vačky nebo rotující hřídele
  - pomocí vzorovacích válečků (system SCROLL), jejichž pohyb je elektronicky řízený (podobný systém jako u žakárového ústrojí na jiných textilních strojích)

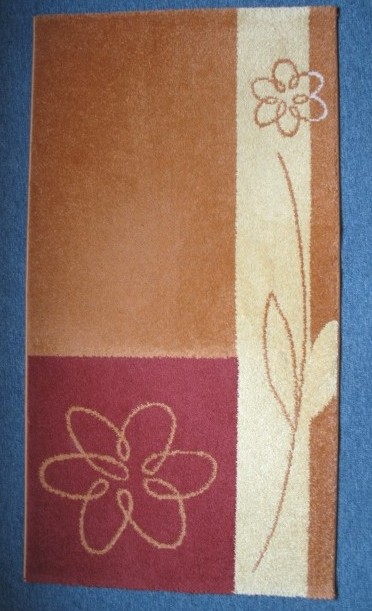
Všívaný koberec z polypropylénové příze

### Ukotvení vlasu
Všité niti se rozčesávají a tím zobjemní a u podlahových textilií se rubová strana zatírá latexem. Švy se ukotvují latexem na podkladové tkanině a na další tkaninou se laminuje podklad koberce. Obě tkaniny jsou většinou z polypropylenové příze.

### Úprava
Hotové plyšové zboží se propařuje, může se barvit, potiskovat, postřihovat, kartáčovat nebo případně opatřit nehořlavou, antistatickou, antibakteriální úpravou a pod.

### Ručně všívané koberce
V Číně a v Indii se (na začátku 21. století) zhotovují všívané koberce také ručně. Vzor koberce se zakresluje na papír, ze kterého se přenáší na podkladovou tkaninu včetně znázornění barev. Vlasové niti se pak všívají podle nákresu do tkaniny s pomocí ruční nebo elektrické pistole. Vlastní všívání je považováno za uměleckou činnost, kterou se zabývají vysoce kvalifikovaní řemeslníci. Rozsah výroby ručně všívaných koberců není veřejně známý. 

## Použití všívaných textilií

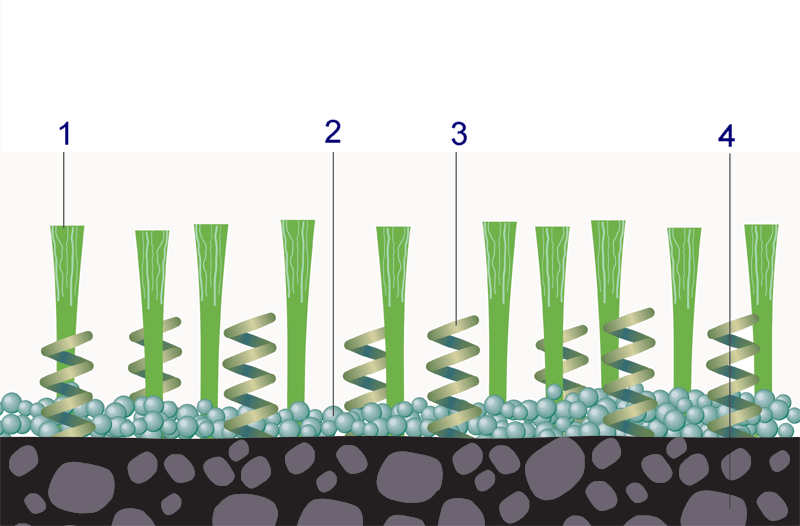
Schéma složení umělého trávníku

- Podlahové krytiny a koberce ve stavebních objektech a autech (podle některých pramenů až 90 % podílu na celkové produkci) [9]
- Přikrývky [10]
- Umělý trávník. Na nákresu vpravo je příklad složení umělého trávníku: 1 vlákna povrstvená silikonem; 2 pryžový granulát; 3 spirálovitě zkadeřená vlákna; 4 podklad z polypropylénu